# Museo delle arti dell'Uzbekistan
Il Museo delle arti dell'Uzbekistan (uzbeko: O'zbekiston Davlat San'at muzeyi) è il più grande museo d'arte di Stato in Uzbekistan. La sua collezione permanente contiene diverse migliaia di opere suddivise da quattro dipartimenti curatoriali. Il museo è stato fondato nel 1918 come museo dell'Università e rinominato in seguito come un Museo centrale d'arte. Nel 1924 è stato rinominato Museo d'arte di Tashkent e, infine, Museo delle arti dell'Uzbekistan nel 1935.

## Storia

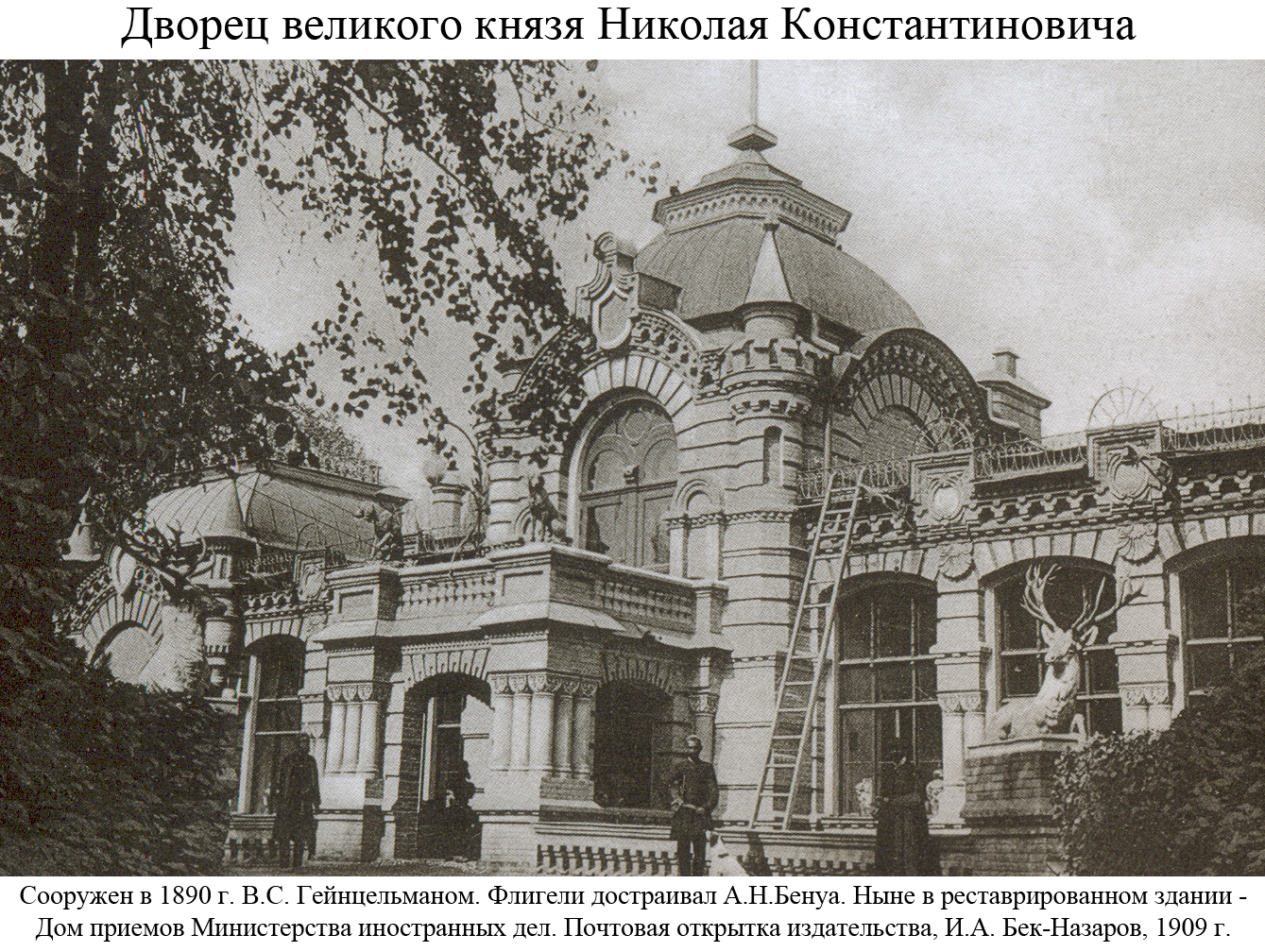
La prima sede del museo presso il palazzo Romanov

Il museo è stato fondato nel 1918 ed era situato in un antico palazzo del principe Nikolay Romanov fino al 1935. È poi stato trasferito ala Casa del Popolo nel 1935. Nel 1974, l'edificio della Casa del Popolo è stato demolito e sostituito da quello corrente.

## L'edificio
Tre architetti sovietici: Abdulov, Nikiforov e Rosenblum hanno progettato il nuovo edificio del museo, sotto forma di un enorme cubo, con tutte le parti separate in spazi anche di metallo, rivestiti con fogli di alluminio sulla parte esterna. La parte inferiore dell'edificio e l'ingresso sono decorati con marmo grigio lucido. La parte superiore è vetrata con Cromo-brugnatellite, filtrando la luce del sole e impostando l'illuminazione interna opaca.

## La collezione
La raccolta iniziale del museo consisteva in un centinaio di opere d'arte dal principe Nikolaj Romanov e di collezioni private da altri individui, poi nazionalizzate nel mese di aprile 1918. Quelli erano per lo più dipinti e disegni di Russi e di maestri dell'Europa occidentale, sculture, mobili e porcellane. Immediatamente dopo aver stabilito il museo, la sua collezione è stata ampliata con opere della collezione del museo di storia locale del Turkestan. Alcune opere sono state trasferite da collezioni museali a Mosca e Leningrado - per esempio, nel 1920-1924 il museo ha ricevuto 116 opere d'arte russa del XVIII - XX secolo, tra i quali i ritratti di Vladimir Borovikovskij, Tropinin, Karl Brjullov, Nikolaj Jarošenko, Repin e molti altri. Il museo anche comprato circa 250 dipinti di artisti pre-rivoluzionari che erano attivi in Asia centrale: Igor' Kazakov, Nikolaj Karazin, Sommer. Dalla seconda metà degli anni '30, la collezione del museo è stata ampliata per lo più con opere di artisti dell'Uzbekistan.
Oltre alla sua collezione permanente, il museo ospita mostre di uzbeki e artisti internazionali.
Le collezioni del museo sono divise in quattro dipartimenti: Arte nazionale dell'Uzbekistan, belle arti dell'Uzbekistan, arte russa e occidentale, arte del lontano Est.

## Aspetti controversi
Il curatore capo del museo Mirfayz Usmonov è stato trovato a vendere opere d'arte al mercato nero per 15 anni, sostituendole con copie. È stato catturato nel 2014, processato e condannato a 9 anni di carcere. Altri due dipendenti del museo sono stati condannati a otto anni ciascuno.

## Galleria di opere

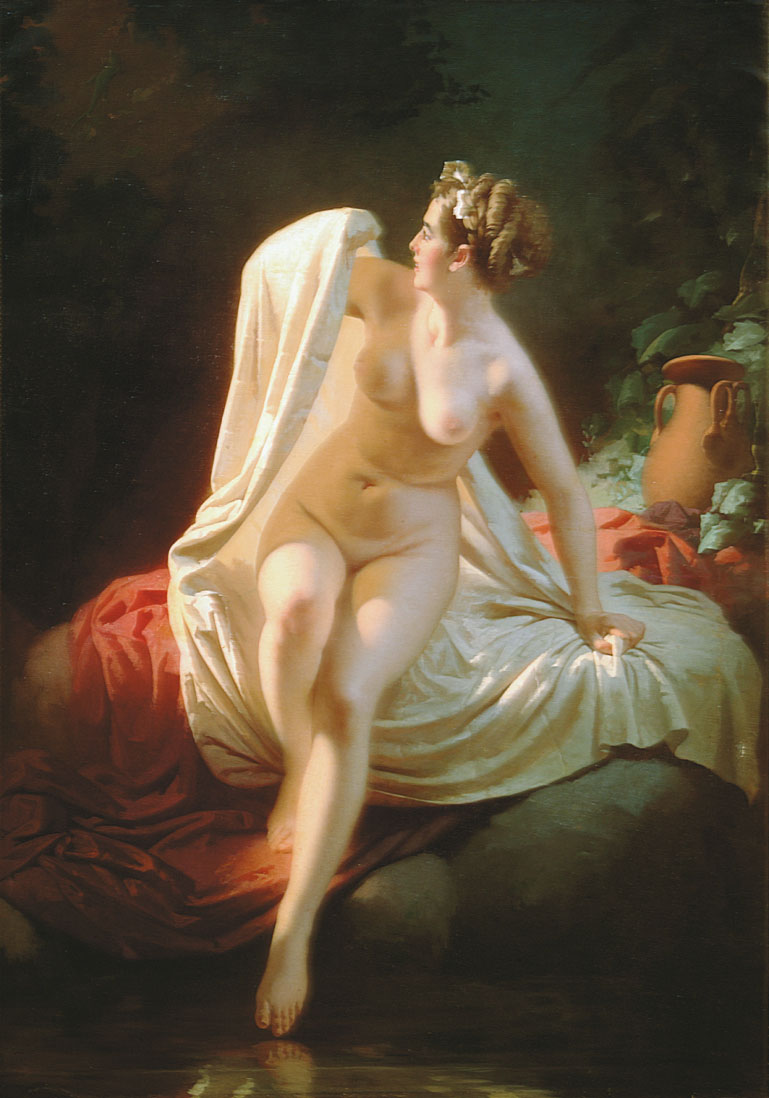
Andrej Belloli, «Bagnante»
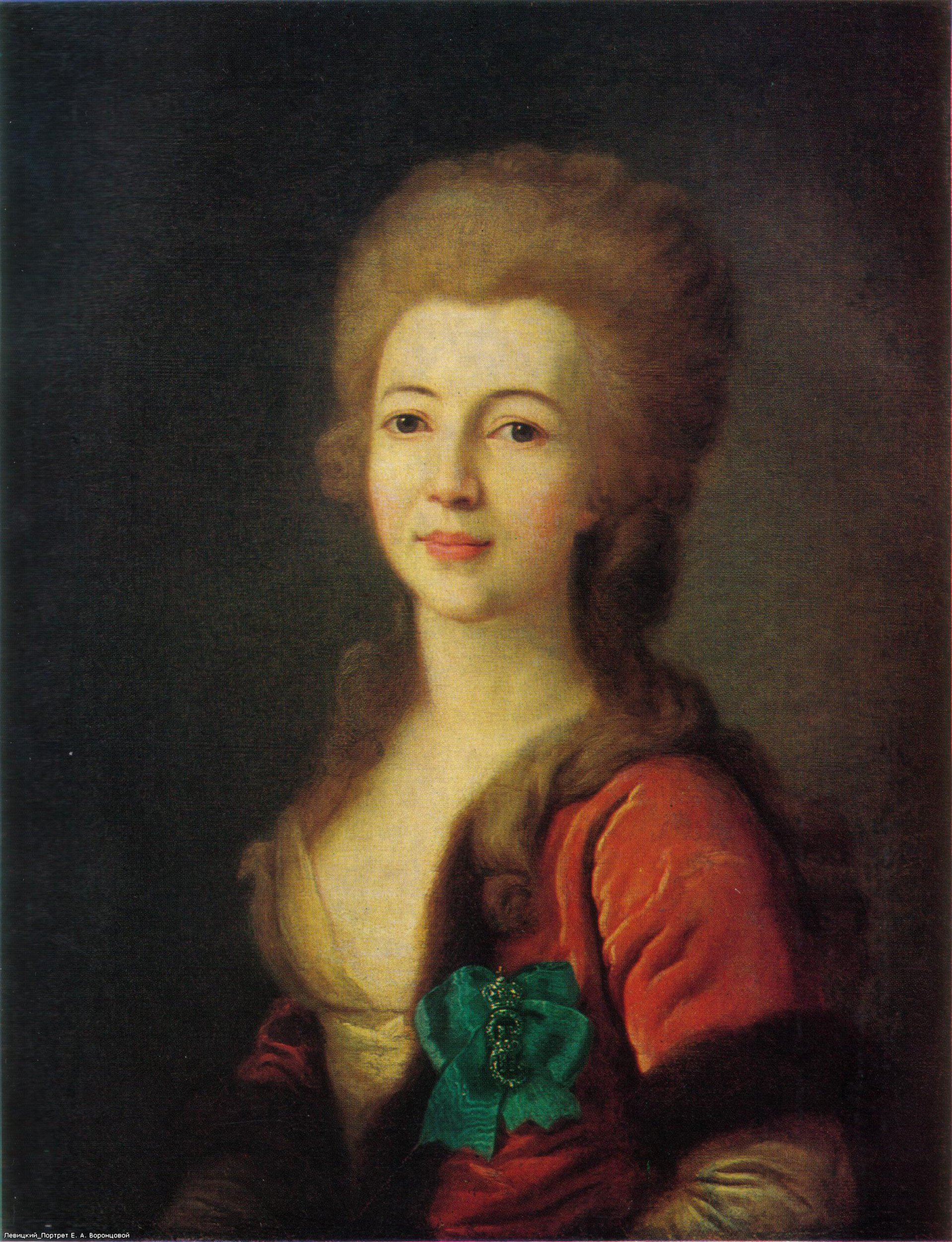
Dmitrij Levickij «Ritratto di A. Voronzova»
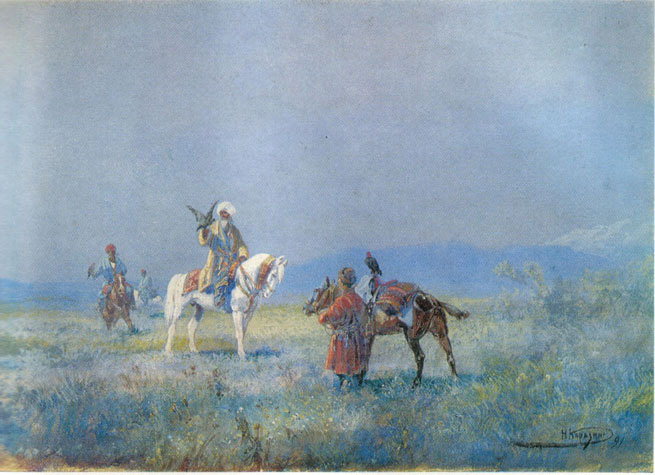
Nikolaj Karazin, «Cassia col falcone»
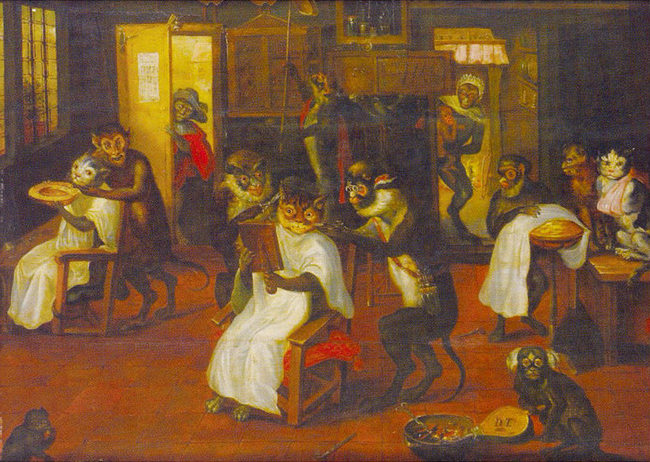
David Teniers il Giovane, Barbieri scimmia, 1659.
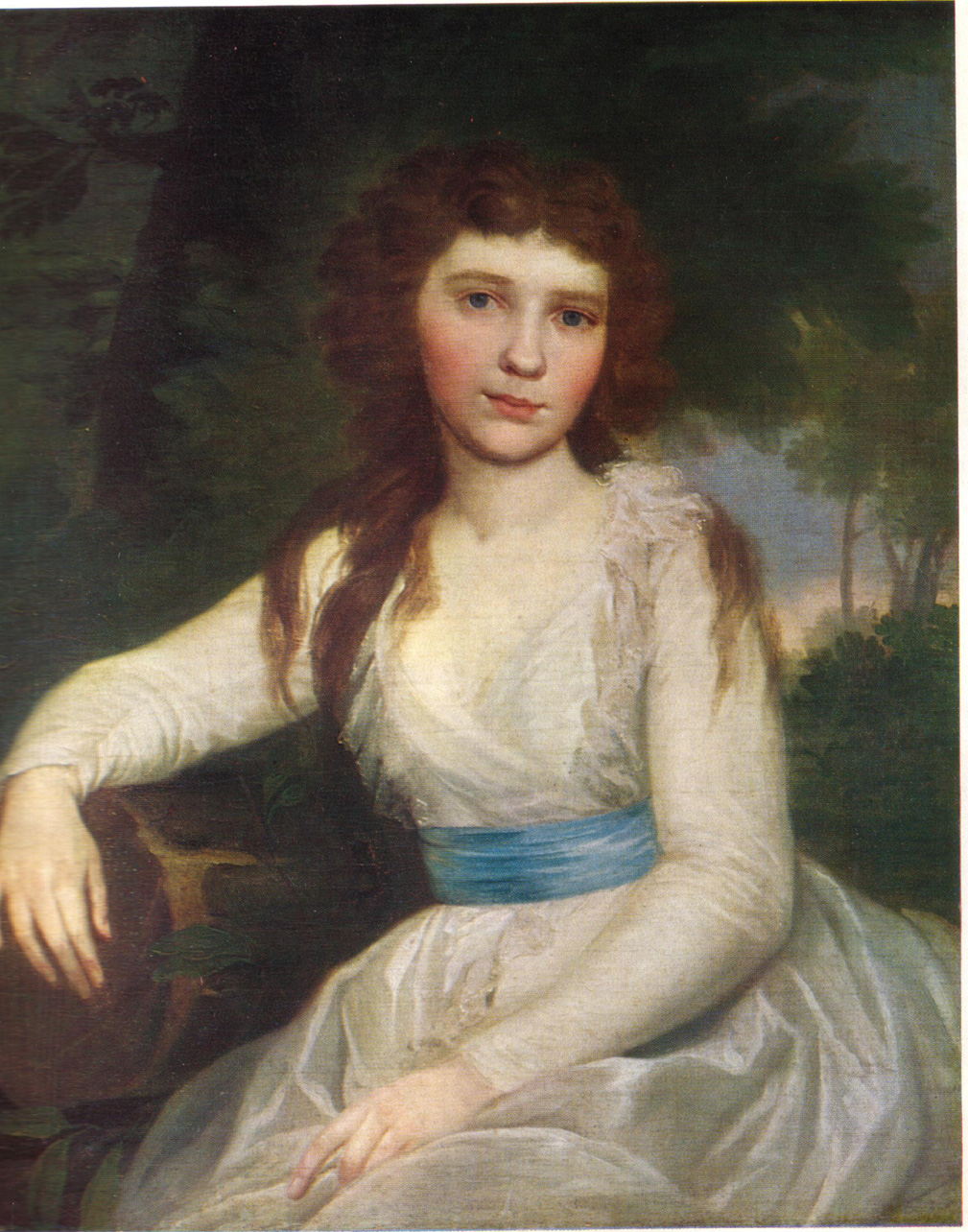
Vladimir Borovikovskij «Ritratto di A. Volkonskij»
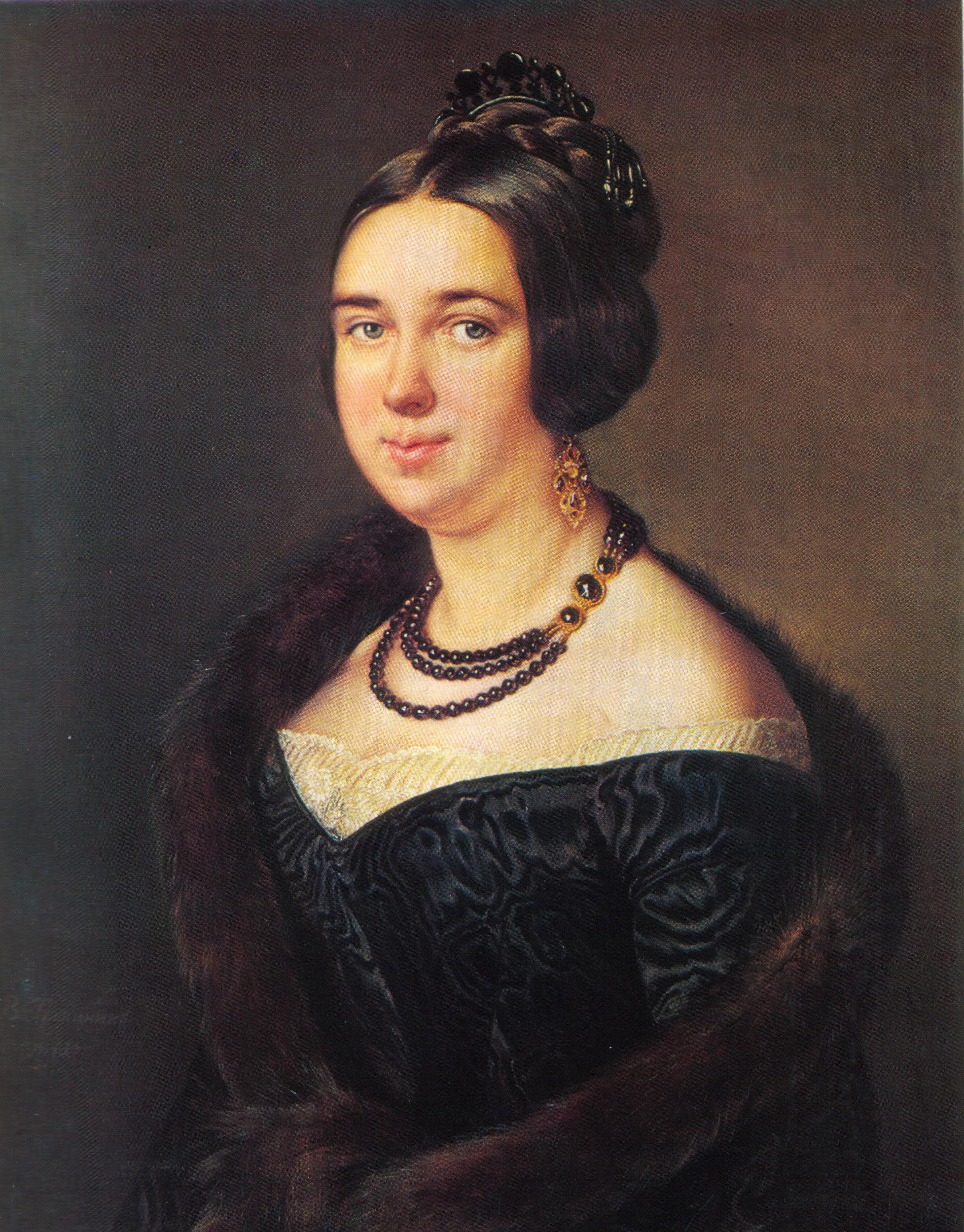
Tropinin, «Ritratto di A. Obolenskij»
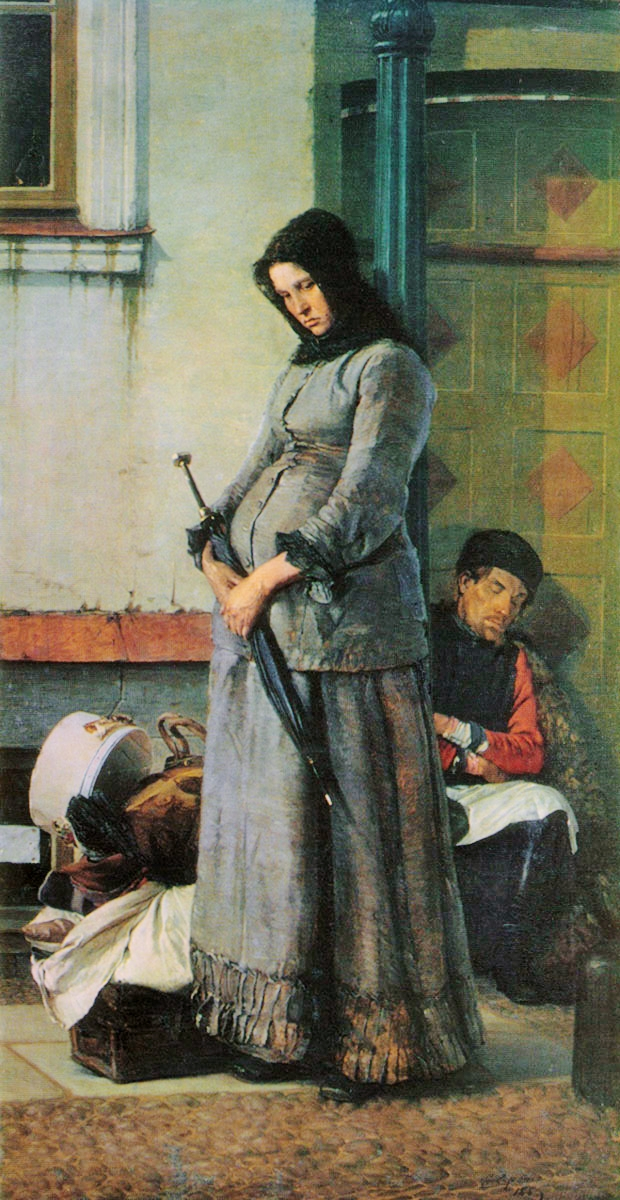
Nikolaj Jarošenko, «Espulsione»
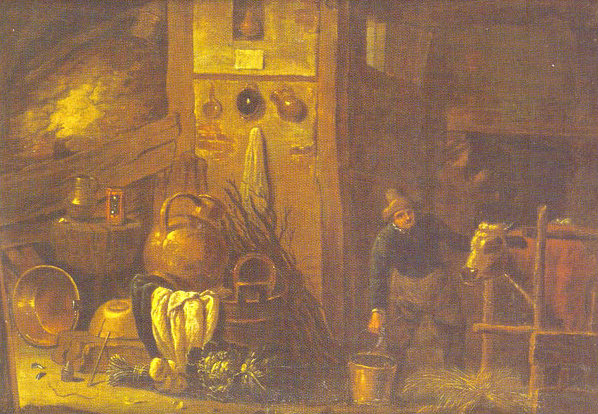
Cornelis Saftleven, Contadini